# James Starr
 James Starr est un personnage fictif du roman Les Indes noires de Jules Verne.

## Le personnage
James Starr est un ingénieur qui fut pendant vingt ans le directeur de l'ancienne mine d'Aberfoyle. D'origine écossaise, il demeure désormais au 30 Canongate, à Édimbourg. Malgré ses cinquante-cinq ans, il n'en paraît que quarante. Solidement constitué, c'est un homme énergique et passionné. Il fait partie d'une vieille famille d'Édimbourg. Si ses travaux honorent la corporation des ingénieurs, c'est particulièrement dans les mines d'Aberfoyle que son nom est tenu en haute estime. Il y vécut pratiquement toute sa vie. À la fermeture de la houillère, il avait regagné sa demeure de Canongate. Devenu président de la Société des antiquaires écossais, il donnait également de remarquables articles aux journaux, notamment la Revue d'Édimbourg.
Lorsqu'il reçoit, un soir de décembre, une lettre d'Harry Ford, le fils de l'ancien overman d'Aberfoyle, lui demandant de le rejoindre aux anciennes houillères, puis une seconde anonyme annulant la première, sa curiosité est piquée au vif. Il décide malgré tout de se rendre au rendez-vous. Il y retrouve ses anciens compagnons qui viennent de découvrir un nouveau filon, mais d'étranges phénomènes tentent de les éloigner. Par son opiniâtreté, James Starr réussit à relancer l'exploitation de la mine. Mais un danger demeure, invisible.

## Télévision
- Le personnage est incarné par Alain Mottet dans Les Indes noires, le téléfilm tourné par Marcel Bluwal.

## Autres personnages du roman
• Nell